# Saint-Martial-le-Mont
Pour les articles homonymes, voir Saint-Martial.
Saint-Martial-le-Mont est une commune française située dans le département de la Creuse, en région Nouvelle-Aquitaine.

## Géographie

### Généralités

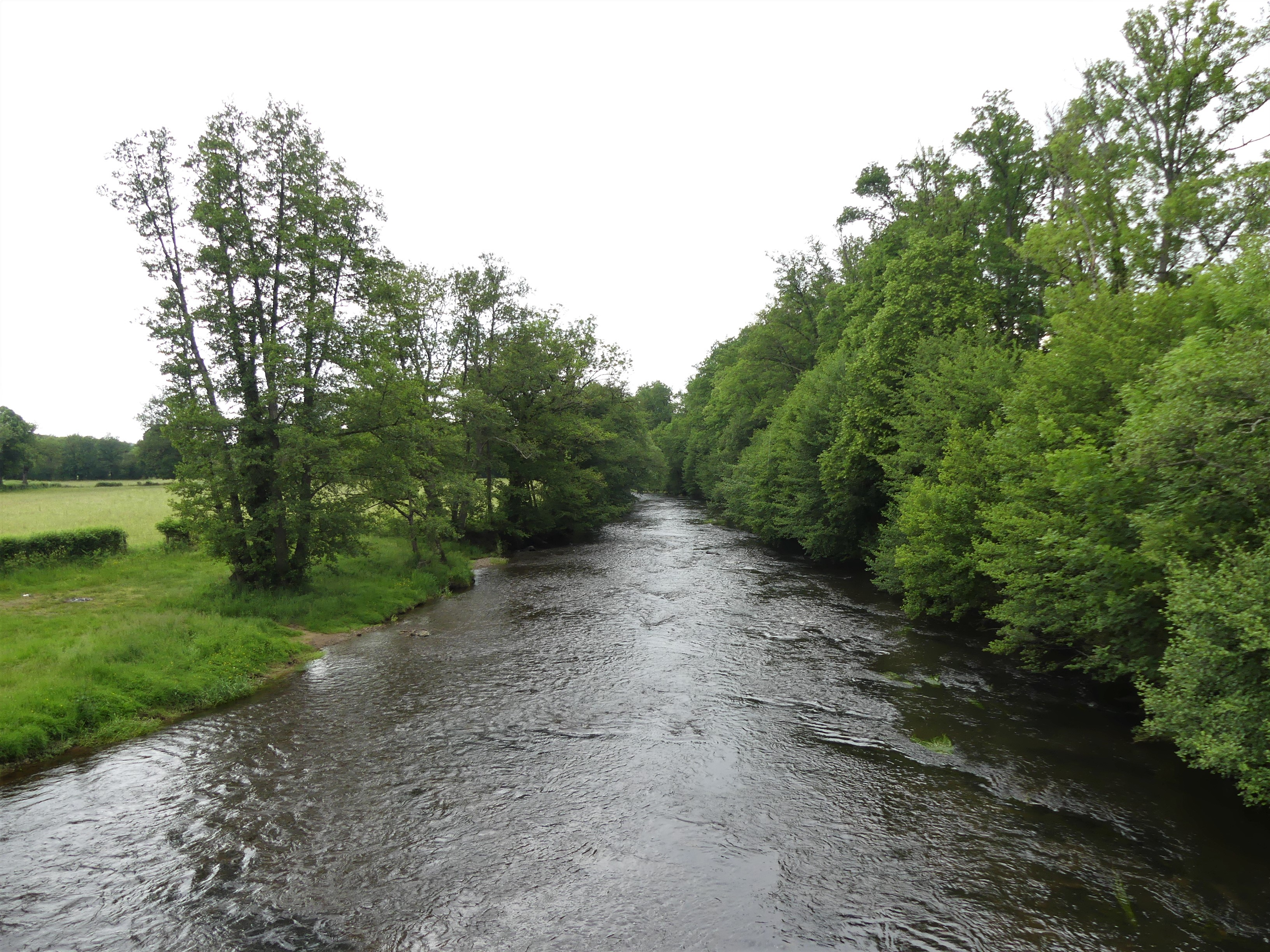
La Creuse aux Chambons Hauts, au pont de la RD 18A2.

Dans le centre du département de la Creuse, la commune de Saint-Martial-le-Mont s'étend sur 10,25 km2.  Elle est arrosée par la Creuse.
L'altitude minimale 350 mètres se trouve localisée au nord-ouest, en amont de Pontsebrot, là où la Creuse quitte la commune et entre sur celle de Moutier-d'Ahun. L'altitude maximale avec 508 mètres est située au sud-ouest, près du puy Chabanne.
À l'intersection des routes départementales (RD) 53 et 54, le bourg de Saint- Martial-le-Mont est situé, en distances orthodromiques, douze kilomètres au nord-ouest d'Aubusson.
Le territoire communal est également desservi par les RD 18, 18A2, 54A2 et 942.

### Communes limitrophes

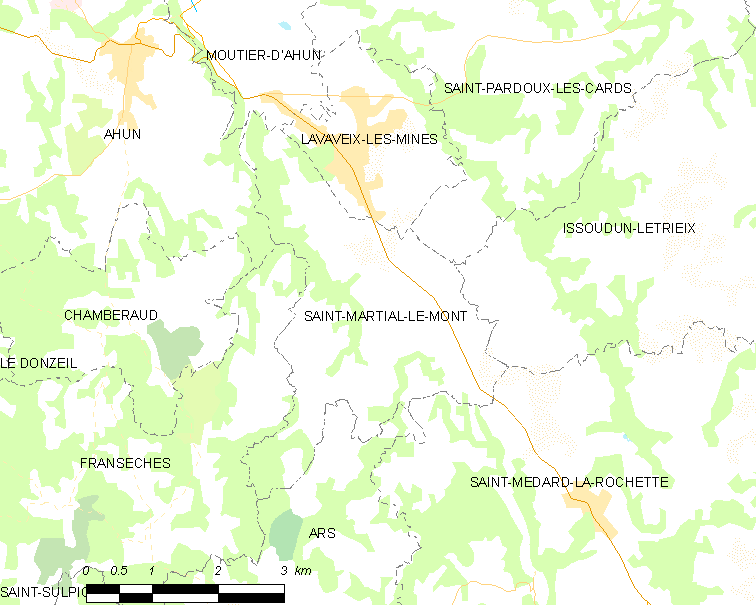
Carte de Saint-Martial-le-Mont et des communes avoisinantes.

Saint-Martial-le-Mont est limitrophe de huit autres communes.
Au nord-ouest, son territoire est distant de 400 mètres de celui de Chamberaud.
| Moutier-d'Ahun, Ahun | Lavaveix-les-Mines    | Saint-Pardoux-les-Cards  |
| Fransèches           | Saint-Martial-le-Mont | Issoudun-Létrieix        |
|                      | Ars                   | Saint-Médard-la-Rochette |

### Climat
Pour des articles plus généraux, voir Climat de la Nouvelle-Aquitaine et Climat de la Creuse.
Historiquement, la commune est exposée à un climat montagnard.  
En 2020, Météo-France publie une typologie des climats de la France métropolitaine dans laquelle la commune est exposée à un climat de montagne et est dans la région climatique  Ouest et nord-ouest du Massif Central, caractérisée par une pluviométrie annuelle de 900 à 1 500 mm, maximale en automne et en hiver.
Pour la période 1971-2000, la température annuelle moyenne est de 10,7 °C, avec  une amplitude thermique annuelle de 15,1 °C. Le cumul annuel moyen de précipitations est de 998 mm, avec 12,1 jours de précipitations en janvier et 7,6 jours en juillet. Pour la période 1991-2020, la température moyenne annuelle observée sur la station météorologique la plus proche, située sur la commune d'Aubusson à 12 km à vol d'oiseau, est de 10,1 °C et le cumul annuel moyen de précipitations est de 939,1 mm,. Pour l'avenir, les paramètres climatiques de la commune estimés pour 2050 selon différents scénarios d’émission de gaz à effet de serre sont consultables sur un site dédié publié par Météo-France en novembre 2022.

## Urbanisme

### Typologie
Au 1er janvier 2024, Saint-Martial-le-Mont est catégorisée commune rurale à habitat très dispersé, selon la nouvelle grille communale de densité à 7 niveaux définie par l'Insee en 2022.
Elle est située hors unité urbaine. Par ailleurs la commune fait partie de l'aire d'attraction de Guéret, dont elle est une commune de la couronne,. Cette aire, qui regroupe 72 communes, est catégorisée dans les aires de moins de 50 000 habitants,.

### Occupation des sols
L'occupation des sols de la commune, telle qu'elle ressort de la base de données européenne d’occupation biophysique des sols Corine Land Cover (CLC), est marquée par l'importance des territoires agricoles (76,5 % en 2018), une proportion identique à celle de 1990 (76,5 %). La répartition détaillée en 2018 est la suivante : 
prairies (59,5 %), forêts (23,4 %), zones agricoles hétérogènes (16,9 %), zones urbanisées (0,1 %). L'évolution de l’occupation des sols de la commune et de ses infrastructures peut être observée sur les différentes représentations cartographiques du territoire : la carte de Cassini (XVIIIe siècle), la carte d'état-major (1820-1866) et les cartes ou photos aériennes de l'IGN pour la période actuelle (1950 à aujourd'hui).

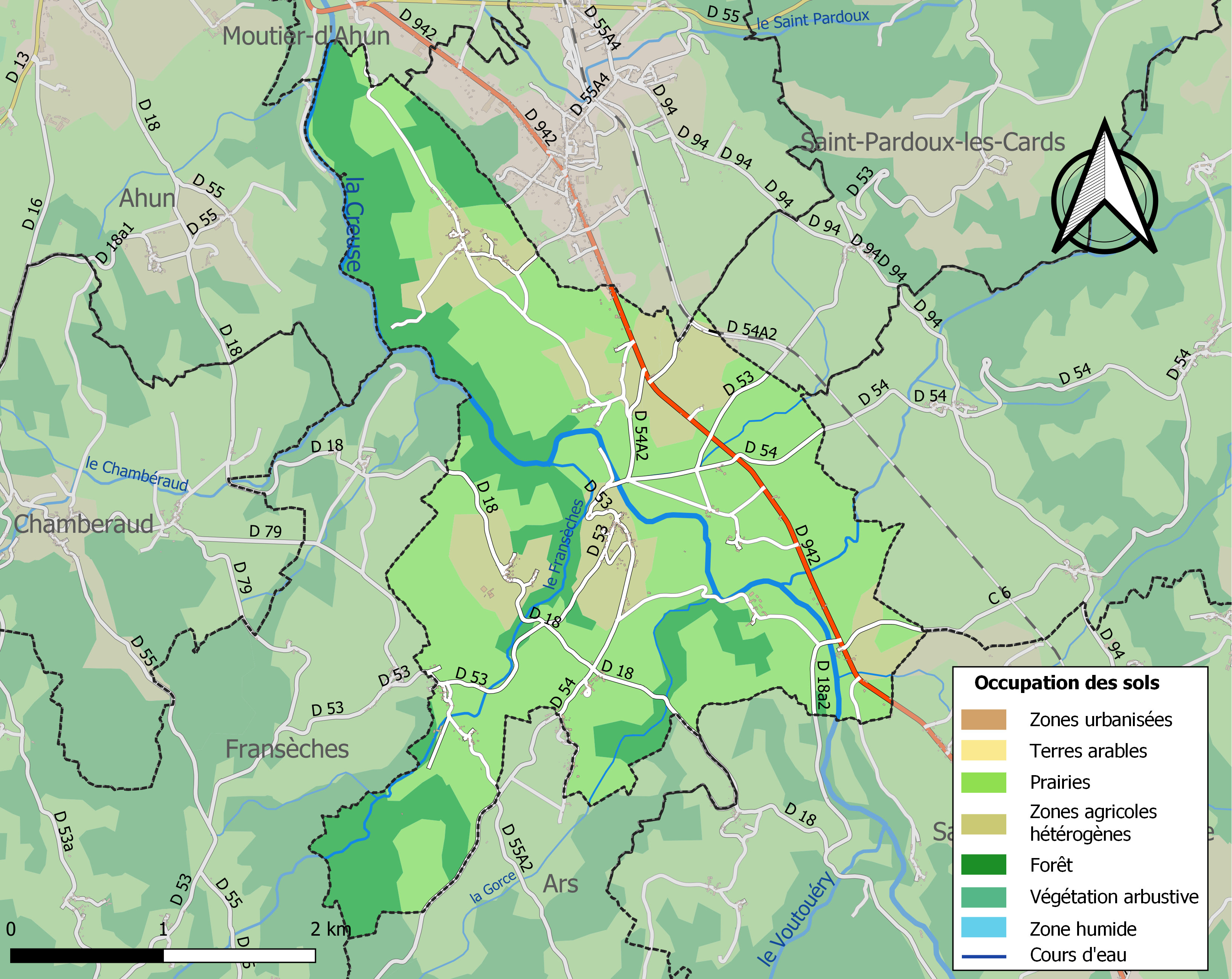
Carte des infrastructures et de l'occupation des sols de la commune en 2018 (CLC).

### Transport routier
- Réseau TransCreuse

### Risques majeurs
Le territoire de la commune de Saint-Martial-le-Mont est vulnérable à différents aléas naturels : météorologiques (tempête, orage, neige, grand froid, canicule ou sécheresse), inondations et séisme (sismicité faible). Il est également exposé à un risque technologique, la rupture d'un barrage, et à deux risques particuliers : le risque minier et le risque de radon. Un site publié par le BRGM permet d'évaluer simplement et rapidement les risques d'un bien localisé soit par son adresse soit par le numéro de sa parcelle.

#### Risques naturels
Certaines parties du territoire communal sont susceptibles d’être affectées par le risque d’inondation par débordement de cours d'eau, notamment la Creuse. La commune a été reconnue en état de catastrophe naturelle au titre des dommages causés par les inondations et coulées de boue survenues en 1982, 1999 et 2000,.

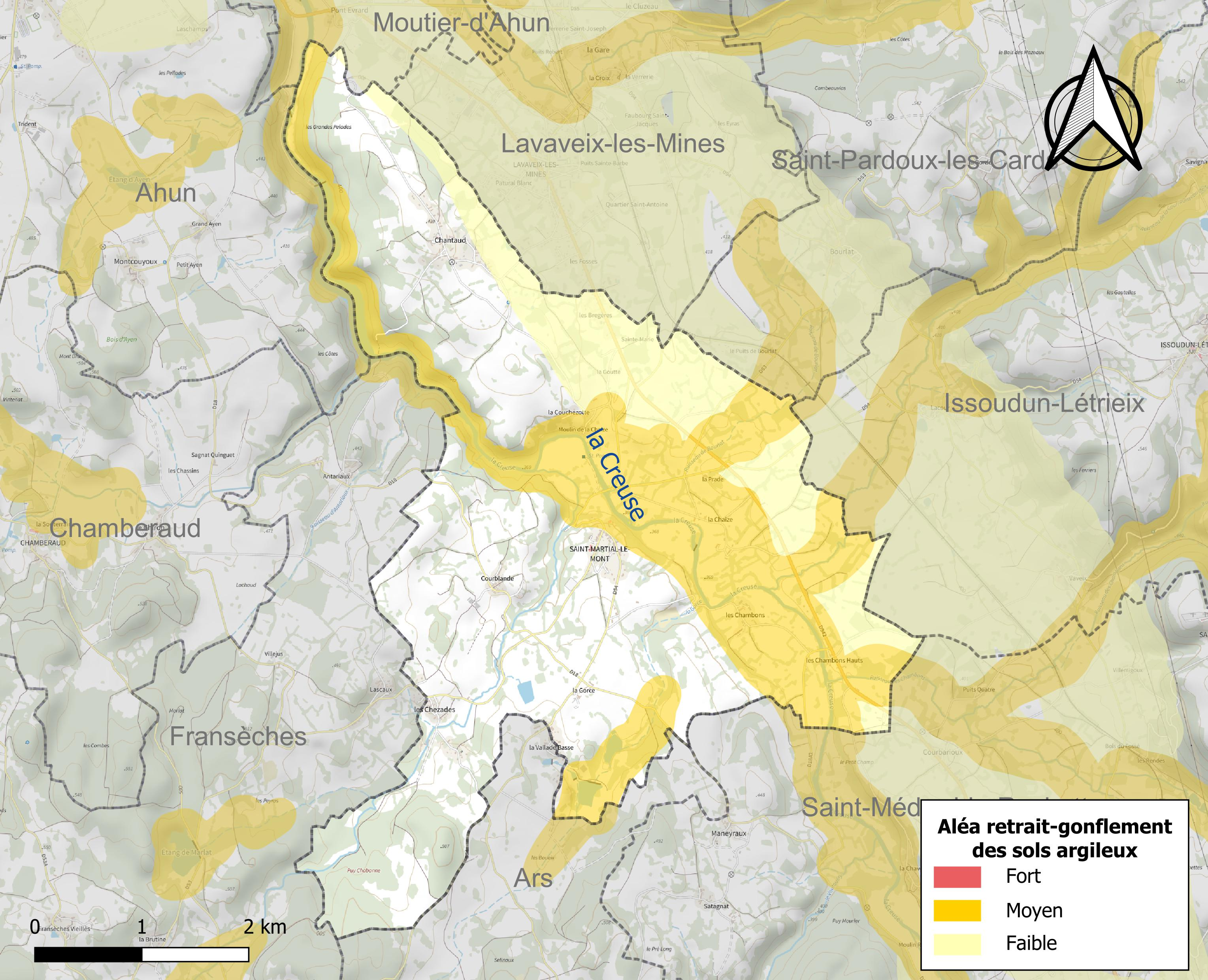
Carte des zones d'aléa retrait-gonflement des sols argileux de Saint-Martial-le-Mont.

Le retrait-gonflement des sols argileux est susceptible d'engendrer des dommages importants aux bâtiments en cas d’alternance de périodes de sécheresse et de pluie. 32,2 % de la superficie communale est en aléa moyen ou fort (33,6 % au niveau départemental et 48,5 % au niveau national). Sur les 205 bâtiments dénombrés sur la commune en 2019,  42 sont en aléa moyen ou fort, soit 20 %, à comparer aux 25 % au niveau départemental et 54 % au niveau national. Une cartographie de l'exposition du territoire national au retrait gonflement des sols argileux est disponible sur le site du BRGM,.
Par ailleurs, afin de mieux appréhender le risque d’affaissement de terrain, l'inventaire national des cavités souterraines permet de localiser celles situées sur la commune.
Concernant les mouvements de terrains, la commune a été reconnue en état de catastrophe naturelle au titre des dommages causés par des mouvements de terrain en 1999.

#### Risques technologiques
La commune est en outre située en aval du  barrage de Confolent, un ouvrage sur la Creuse de classe A soumis à PPI, disposant d'une retenue de 4,7 millions de mètres cubes. À ce titre elle est susceptible d’être touchée par l’onde de submersion consécutive à la rupture de cet ouvrage.

#### Risques particuliers
Le bassin houiller d’Ahun a été le siège d’une exploitation de charbon pendant près de deux siècles, les travaux miniers sont définitivement arrêtés sur l’ensemble du bassin depuis 1969. Il couvre une surface d’environ 25 km2 (14 km de long pour 1 à 2 km de large). La commune, faisant partie de ce bassin, est concernée par le risque minier, principalement lié à l’évolution des cavités souterraines laissées à l’abandon et sans entretien après l’exploitation de ces mines. Un Plan de prévention des risques miniers (PPRm), introduit par la loi du 30 mars 1999 et établi par l’État, a été élaboré et approuvé le 11 mai 2012 pour les cinq communes du bassin houiller d’Ahun,.
Dans plusieurs parties du territoire national, le radon, accumulé dans certains logements ou autres locaux, peut constituer une source significative d’exposition de la population aux rayonnements ionisants. Certaines communes du département sont concernées par le risque radon à un niveau plus ou moins élevé. Selon la classification de 2018, la commune de Saint-Martial-le-Mont est classée en zone 3, à savoir zone à potentiel radon significatif.

## Politique et administration
| Période                                  | Période  | Identité         | Étiquette | Qualité  |
| ---------------------------------------- | -------- | ---------------- | --------- | -------- |
| Les données manquantes sont à compléter. |          |                  |           |          |
|                                          |          |                  |           |          |
| mars 2001                                | 2008     | Jean Depatureaux |           |          |
| mars 2008                                | mai 2020 | Claude Fayadas   | DVD       | Retraité |
| mai 2020                                 | En cours | Serge Lagrange   |           |          |

## Démographie
L'évolution du nombre d'habitants est connue à travers les recensements de la population effectués dans la commune depuis 1793. Pour les communes de moins de 10 000 habitants, une enquête de recensement portant sur toute la population est réalisée tous les cinq ans, les populations de référence des années intermédiaires étant quant à elles estimées par interpolation ou extrapolation. Pour la commune, le premier recensement exhaustif entrant dans le cadre du nouveau dispositif a été réalisé en 2006.

En 2022, la commune comptait 264 habitants, en évolution de +3,13 % par rapport à 2016 (Creuse : −3,32 %, France hors Mayotte : +2,11 %).
| 1793 | 1800 | 1806 | 1821 | 1831 | 1836 | 1841 | 1846 | 1851 |
| ---- | ---- | ---- | ---- | ---- | ---- | ---- | ---- | ---- |
| 810  | 756  | 766  | 741  | 706  | 681  | 676  | 653  | 667  |

| 1856 | 1861 | 1866  | 1872 | 1876 | 1881 | 1886 | 1891 | 1896 |
| ---- | ---- | ----- | ---- | ---- | ---- | ---- | ---- | ---- |
| 701  | 672  | 1 538 | 744  | 843  | 783  | 790  | 830  | 876  |

| 1901 | 1906 | 1911 | 1921 | 1926 | 1931 | 1936 | 1946 | 1954 |
| ---- | ---- | ---- | ---- | ---- | ---- | ---- | ---- | ---- |
| 821  | 789  | 715  | 627  | 579  | 505  | 506  | 464  | 430  |

| 1962 | 1968 | 1975 | 1982 | 1990 | 1999 | 2006 | 2011 | 2016 |
| ---- | ---- | ---- | ---- | ---- | ---- | ---- | ---- | ---- |
| 359  | 356  | 316  | 265  | 255  | 276  | 267  | 227  | 256  |

| 2021 | 2022 | - | - | - | - | - | - | - |
| ---- | ---- | - | - | - | - | - | - | - |
| 267  | 264  | - | - | - | - | - | - | - |

## Culture locale et patrimoine

### Lieux et monuments
- L'église Saint-Martial du XIIIe siècle, dominant toute la vallée de la Creuse, est une ancienne église fortifiée. Elle abrite un antependium du XVIIIe siècle[28] unique en Limousin, en cuir de fabrication italienne. L'église est inscrite au titre des monuments historiques depuis 1969[29].
- Sur la place de l'église se trouve un fragment d'une colonne gallo-romaine classé au titre des monuments historiques depuis 1938[30].
- Sur cette même place se trouve également une stèle commémorative du peintre Jacques Lagrange qui a vécu à Saint-Martial-le-Mont.
- Les maisons typiques du bourg en pierres de taille avec corniches sont dignes des maçons de la Creuse.
- Au village de Chantaud se situent une chapelle dédiée à Marie-Madeleine et des vestiges gallo-romains dont la « pierre des mesures », un ancien coffre funéraire double.

### Personnalités liées à la commune
- Jacques Lagrange  (1917-1995), peintre, a vécu à Saint-Martial-le-Mont de 1967 à 1992.

### Héraldique
|  | Les armoiries de Saint-Martial-le-Mont se blasonnent ainsi : « Tiercé en pairle renversé : au 1er de gueules au vase d'or, au 2e d'azur à deux fasces ondées d'argent, au 3e d'argent à la moucheture d'hermine de sinople. » |

## Photothèque

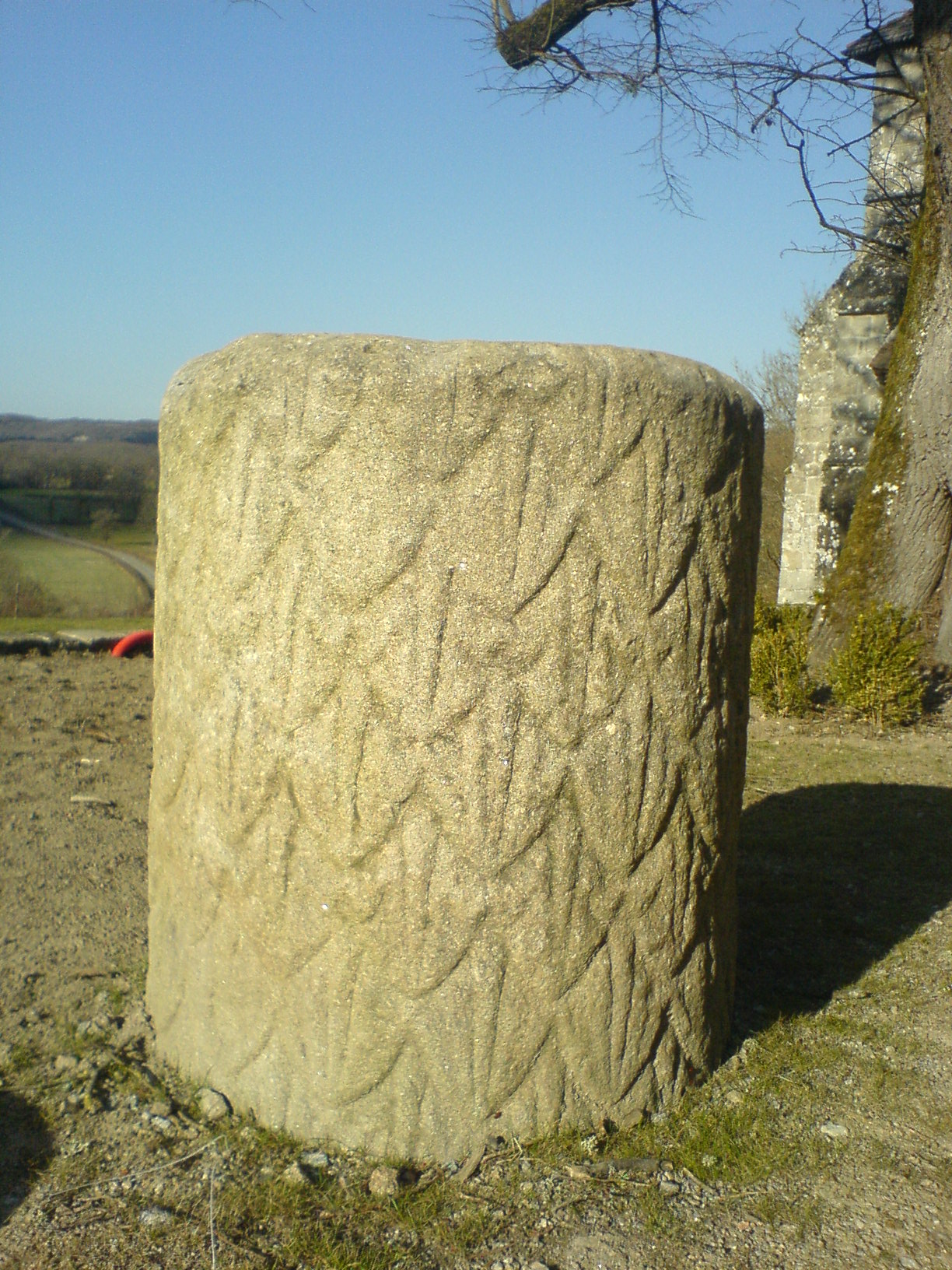
La colonne gallo-romaine.
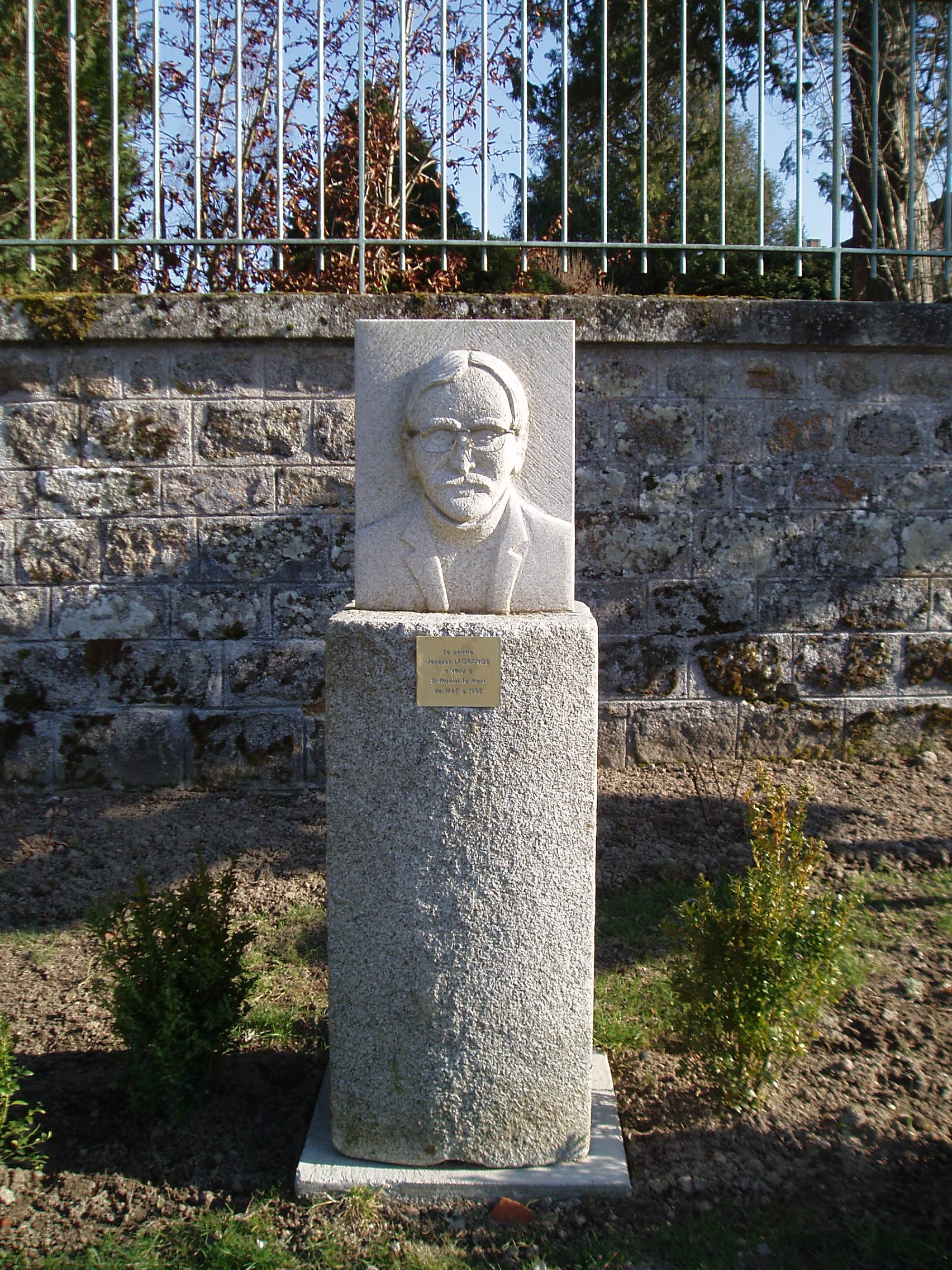
Portait du peintre Jacques Lagrange.
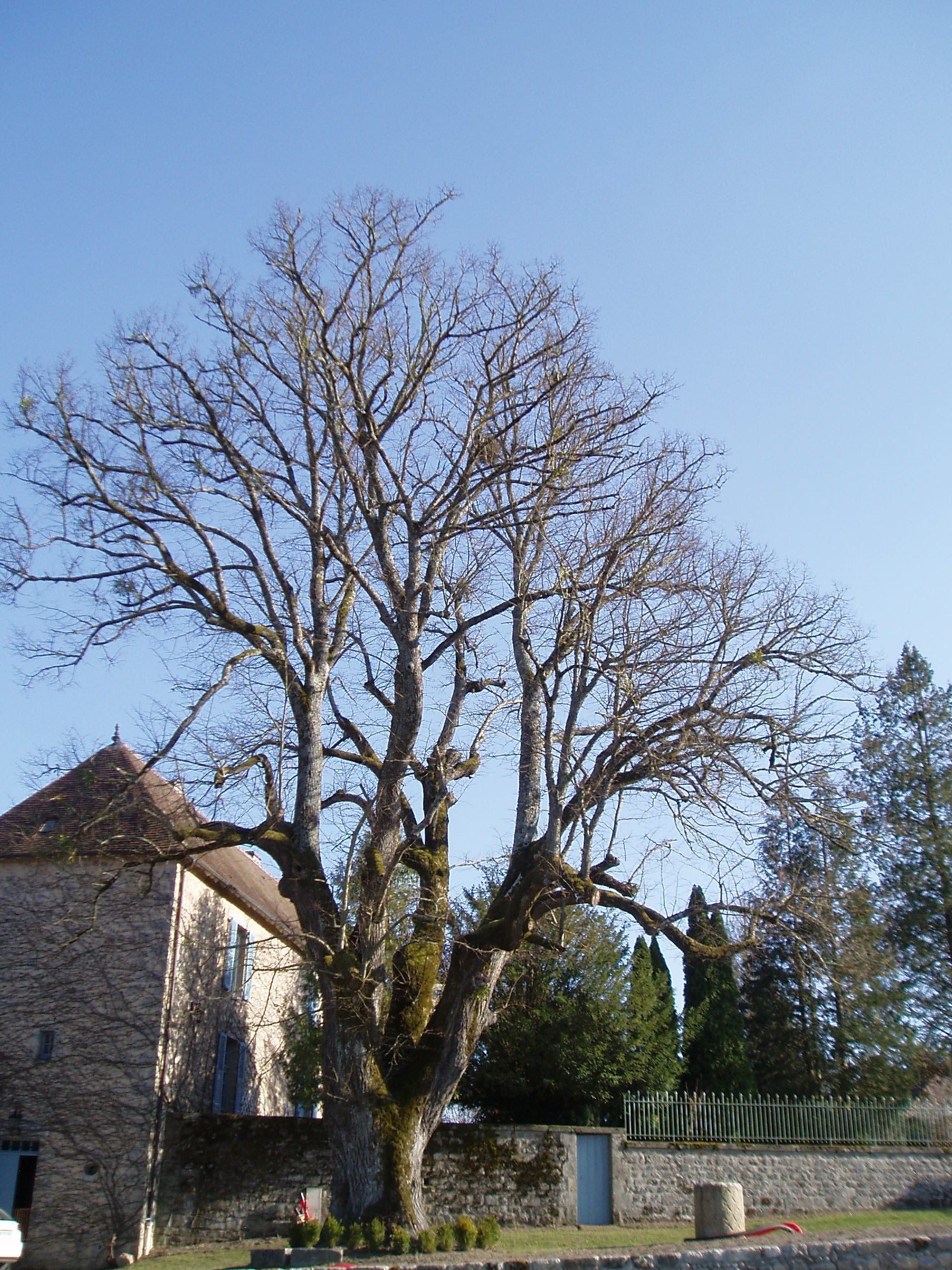
Tilleul planté en 1706.